# Shawn Matthias
Shawn Matthias (* 19. Februar 1988 in Mississauga, Ontario) ist ein ehemaliger kanadischer Eishockeyspieler. Zwischen 2008 und 2018 bestritt der linke Flügelstürmer über 500 Partien für fünf Teams in der National Hockey League (NHL), den Großteil davon für die Florida Panthers.

## Karriere
Shawn Matthias begann seine Karriere als Eishockeyspieler bei den Belleville Bulls, für die er von 2004 bis 2008 insgesamt vier Jahre lang in der Ontario Hockey League spielte. In dieser Zeit wurde er im NHL Entry Draft 2006 in der zweiten Runde als insgesamt 47. Spieler von den Detroit Red Wings ausgewählt, die den linken Flügelstürmer am 27. Februar 2007 zusammen mit ihrem Zweitrunden-Wahlrecht für den NHL Entry Draft 2007 im Tausch für Todd Bertuzzi an die Florida Panthers transferierten, ohne dass er zuvor je für die Red Wings gespielt hatte. Nachdem Matthias zunächst weiter für Belleville in der OHL gespielt hatte, gab er während der Saison 2007/08 sein Debüt in der National Hockey League, in der er zwei Tore in vier Spielen für die Panthers erzielte. In der Saison 2008/09 steht Matthias sowohl im Kader Floridas, als auch von deren AHL-Farmteam Rochester Americans.
Nach fast sechs Jahren im Franchise der Panthers transferierten ihn diese zusammen mit Jacob Markström am 4. März 2014, einen Tag vor der Trade Deadline, zu den Vancouver Canucks. Im Gegenzug wechselte Roberto Luongo nach Florida. Nach der Saison 2014/15 wurde sein Vertrag in Vancouver nicht verlängert, sodass er sich im Juli 2015 als Free Agent den Toronto Maple Leafs anschloss. Bereits im Februar 2016 wurde er jedoch an die Colorado Avalanche abgegeben, wobei die Maple Leafs im Gegenzug Colin Smith sowie ein Viertrunden-Wahlrecht für den NHL Entry Draft 2016 erhielten.
In Colorado beendete Matthias die Saison 2015/16, erhielt darüber hinaus jedoch keinen neuen Vertrag, sodass er sich im Juli 2016 als Free Agent den Winnipeg Jets anschloss. Dort wurde sein auslaufender Vertrag nach der Spielzeit 2017/18 nicht verlängert, was in der Folge das Ende seiner aktiven Karriere bedeuten sollte. Insgesamt hatte er 551 NHL-Partien bestritten und dabei 174 Scorerpunkte verzeichnet.

### International
Für Kanada nahm Shawn Matthias an der Junioren-Weltmeisterschaft 2008 in Tschechien teil, bei der mit seiner Mannschaft die Goldmedaille gewann.

## Erfolge und Auszeichnungen
- 2008 Goldmedaille bei der Junioren-Weltmeisterschaft
- 2008 OHL Third All-Star Team

## Karrierestatistik

### International
Vertrat Kanada bei:
- U18-Junioren-Weltmeisterschaft 2006
- U20-Junioren-Weltmeisterschaft 2008

(Legende zur Spielerstatistik: Sp oder GP = absolvierte Spiele; T oder G = erzielte Tore; V oder A = erzielte Assists; Pkt oder Pts = erzielte Scorerpunkte; SM oder PIM = erhaltene Strafminuten; +/− = Plus/Minus-Bilanz; PP = erzielte Überzahltore; SH = erzielte Unterzahltore; GW = erzielte Siegtore; 1 Play-downs/Relegation; Kursiv: Statistik nicht vollständig)